# Ренормализационная группа
Метод ренормализационной группы (методом ренормгруппы, методом РГ) в квантовой теории поля — итеративный метод перенормировки, в котором переход от областей с меньшей энергией к областям с большей вызван изменением масштаба рассмотрения системы. В теоретической физике метод ренормализационной группы относится к математическому аппарату, который позволяет систематическое исследование изменений физической системы при рассмотрении системы на разных пространственных масштабах. В физике элементарных частиц он отражает зависимость законов взаимодействия от масштаба энергий, при которых физические процессы начинают меняться.
Изменение масштаба называется «масштабным преобразованием», или скейлингом. Ренормгруппа тесно связана с «масштабной инвариантностью» и «конформной инвариантностью» симметрии, в которой система выглядит одинаково на всех уровнях (так называемое самоподобие). Масштабные преобразования включены в группу конформных преобразований в целом: последние включают дополнительные генераторы, связанные с симметрией специальных конформных преобразований.
При изменении масштаба меняется и сила взаимодействия, как если бы менялось увеличение условного микроскопа, под которым рассматривается система. В так называемых перенормируемых теориях система при одном масштабе, как правило, будет выглядеть составленной из самоподобных копий, если смотреть в меньшем масштабе, с другими параметрами, описывающими компоненты системы. Компоненты, или основные переменные, могут быть связаны с атомами, элементарными частицами, атомными спинами и т. д. Параметры теории описывают взаимодействие компонентов. Это может быть переменные параметры связи, от которых зависит влияние различных сил или масс. Сами компоненты системы, может оказаться, состоят из подобных компонентов, но меньшего размера.
Например, в квантовой электродинамике (КЭД) представляется, что электрон состоит из электронов, позитронов и фотонов, если рассматривать его с более высоким разрешением, на очень коротких расстояниях. Электрон на таких малых расстояниях имеет несколько иной электрический заряд, чем «одетый электрон» на больших расстояниях, и это изменение электрического заряда определяется уравнением ренормгруппы.
Сформировалось два различных подхода к методу ренормгруппы:
- Подход Вильсона: Ренормгруппа не является группой в строгом математическом смысле, так как отсутствует обратный элемент относительно групповой операции ренормировки. Система рассматривается как состоящая из таких же систем меньшего размера, что, однако, не означает, что начальная «большая» система получена при смешивании «малых» — при рассмотрении систем многих тел в первую очередь представляют интерес усреднённые величины. При усреднении информация, связанная со взаимодействием подсистем, теряется.
- Подход Боголюбова: Ренормгруппа полностью соответствует группе в строгом смысле.

Эти подходы различаются последовательностью действий: в подходе Вильсона входящие в действие величины ренормируются и сразу же усредняются, а в подходе Боголюбова сначала ищутся функции Грина, которые затем ренормируются.

## История
Идея ренормгруппы была первоначально разработана в физике элементарных частиц, но в настоящее время она получила распространение в физике твёрдого тела, гидродинамике, космологии и даже в эконометрике. Первая работа по этой теме была написана Штюкельбергом и Петерманом в 1953 году. Они заметили, что перенормировка образует группу преобразований. Они ввели функцию h(e) в квантовой электродинамике, которая сейчас называется бета-функцией.
Мюррей Гелл-Ман и Френсис Лоу в 1954 году заинтересовались идеей масштабных преобразований в квантовой электродинамике, которые являются физически наиболее значимыми, и сосредоточились на асимптотике пропагатора фотона при высоких энергиях. Они определили вариации электромагнитного взаимодействия в квантовой электродинамике, оценив простоту масштабирования структуры этой теории. Таким образом, они обнаружили, что параметр связи g(μ) при энергетическом масштабе μ описывается групповым уравнением
{\displaystyle g(\mu )=G^{-1}{\Big (}(\mu /M)^{d}G{\big (}g(M){\big )}{\Big )}}
для некоторой скейлинговой функции G и константы d в терминах параметра связи g(M), зависящего от опорного масштаба М.
Гелл-Ман и Лоу показали в этих результатах, что эффективный масштаб μ может быть выбран произвольно и может варьироваться для определения теории на любом другом масштабе:
{\displaystyle g(\varkappa )=G^{-1}{\Big (}(\varkappa /\mu )^{d}G{\big (}g(\mu ){\big )}{\Big )}=G^{-1}{\Big (}(\varkappa /M)^{d}G{\big (}g(M){\big )}{\Big )}.}
Суть РГ состоит в групповом свойстве: в зависимости от масштаба μ теория представляется самоподобной, и теория для любого масштаба может быть получена аналогично из теории на любом другом при помощи группового преобразования.
Бета-функция была введена К. Калланом и К. Симанзиком в начале 1970-х годов. Поскольку бета-функция является простой функцией g, интегрирование по g возмущённой бета-функции позволяет подробно описать ренормализационную траекторию параметра связи, то есть её изменение при изменении энергии равносильно рассмотрению эффективной функции G в этом приближении возмущения. Предсказания теории ренормгруппы (работы Штюкельберг, Петерман и Гелл-Ман, Лоу) были подтверждены 40 годами позже, в экспериментах на LEP: постоянная тонкой структуры КЭД была равной примерно 1/127 при энергиях вблизи 200 ГэВ, в отличие от значения физики низких энергий, равного 1/137. (Ранние применения к квантовой электродинамике обсуждались в основополагающей книге Николая Боголюбова и Дмитрия Ширкова 1959 года).
Ренормгруппа получается при перенормировке переменных квантового поля, которая, как правило, снимает проблему расходимостей в квантовой теории поля (хотя РГ существует независимо от расходимостей). Эта проблема систематического ухода от бесконечностей в квантовой теории поля для получения конечных физических величин решалась для КЭД Фейнманом, Швингером и Томонагой, которые получили в 1965 году Нобелевскую премию за вклад в квантовую теорию поля. Они разработали теорию перенормировки массы и заряда, в которой бесконечность в импульсном представлении переносится на большой регуляризатор Λ (который в конечном счёте можно считать бесконечным — бесконечность отражает накопление вкладов от бесконечного количества степеней свободы в бесконечно большом энергетическом масштабе). Зависимость физических величин, таких как электрический заряд или масса электрона, скрыта на масштабе Λ, который заменяется на масштаб больших расстояний, в которых физические величины измеримы, и, как следствие, все наблюдаемые величины конечны даже для бесконечного Λ. Гелл-Ман и Лоу показали, что малое изменение g, обеспеченное приведённым выше уравнением РГ, даётся функцией ψ(g); самоподобие выражается в том, что ψ(g) явно зависит только от параметров теории, а не от масштаба μ. Следовательно, приведённое выше уравнение РГ может быть решено для g(μ).
Более глубокое понимание физического смысла и обобщения метода ренормализации, который выходит за рамки расширения группы обычных перенормируемых теорий, пришло из физики конденсированных сред. Лео Каданов в статье 1966 года предложил ренормгруппу «блок-спина». Идея разбиения на блоки — это способ для определения компонентов теории на больших расстояниях как совокупности компонентов на малых расстояниях.
Этот подход был использован для решения давней проблемы Кондо и описания переходов второго рода Кеннетом Уильсоном. Он был удостоен Нобелевской премии 1982 года за «теорию критических явлений в связи с фазовыми переходами».
Между тем, РГ в физике элементарных частиц была переформулирована К. Калланом и К. Симанзиком в 1970 году. Упомянутая выше бета-функция, которая описывает бегущие константы связи с изменением параметра масштаба, как оказалась, также равна значению «канонической аномалии следа», который представляет собой квантово-механического нарушение симметрии масштаба в теории поля. Приложения РГ для физики элементарных частиц привело в 1970-х годах к созданию Стандартной модели.
В 1973 году было обнаружено, что теория взаимодействующих цветных кварков, названная квантовой хромодинамикой, имела отрицательную бета-функцию. Это означает, что начальное значение высокоэнергетического параметра связи будет приводить к появлению особой точки μ, в которой параметр связи резко возрастает (расходится). Это особое значение является масштабом сильного взаимодействия, μ = Λ КХД и происходит при энергии около 200 МэВ. И наоборот, связь становится слабой при очень высоких энергиях (асимптотической свободы), а кварки становятся наблюдаемыми как точечные частицы. Тем самым, КХД была получена как квантовая теория поля, описывающая сильное взаимодействие частиц.
РГ в импульсном пространстве также стала высокоразвитым инструментом в физике твёрдого тела, но её успеху помешало широкое использование теории возмущений, что не позволило достичь успеха в теории сильно коррелированных систем. Для того, чтобы изучать сильно коррелированне системы, вариационный принцип оказался лучшей альтернативой. В 1980-х годах некоторые техники РГ были разработаны для применения в вещественном пространстве, наиболее успешным оказался метод ренормгруппы матрицы плотности (DMRG), разработанный С. Р. Уайтом и Р. М. Ноаком в 1992 году.
Конформная симметрия связана с исчезновением бета-функции. Это может произойти, если константа связи притягивается к неподвижной точке, на которой β(g) = 0. В КХД неподвижная точка появляется на малых расстояниях, где g → 0, и называется (тривиальной) ультрафиолетовой неподвижной точкой. Для тяжелых кварков, например, топ-кварка, было подсчитано, что связь с дающим массу бозоном Хиггса стремится к фиксированной ненулевой инфракрасной неподвижной точке.

## Пример расчёта по схеме Вильсона
Рассмотрим теорию {\displaystyle \phi ^{4}} в евклидовом d-мерном пространстве. Для функций и их фурье-образов далее используются одни и те же обозначения, изменяется только аргумент функции: x — для координатного представления, p — для импульсного. При взятии интегралов используется координатное представление. Лагранжиан в этой теории записывается как
{\displaystyle {\mathcal {L}}(\phi )={\frac {m^{2}}{2}}\phi ^{2}+{\frac {1}{2}}(\partial _{\mu }\phi )^{2}+{\frac {\lambda }{4!}}\phi ^{4}.}
Статистическая сумма в этом случае представляется в виде функционального интеграла
{\displaystyle Z=\int {\mathcal {D}}\phi \exp \left[-\int d^{(d)}x\left({\frac {m^{2}}{2}}\phi ^{2}+{\frac {1}{2}}(\partial _{\mu }\phi )^{2}+{\frac {\lambda }{4!}}\phi ^{4}\right)\right].}
В перенормируемой квантовой теории на процессы с энергией ~ M степени свободы с энергией {\displaystyle \Lambda \gg M} влияют лишь косвенно: через перенормировку констант теории. Поэтому целесообразно «обрезать» импульс некоторым значением {\displaystyle \Lambda }:
{\displaystyle [D\phi ]_{\Lambda }=\prod _{|p|<\Lambda }d\phi (p)}.
Тогда регуляризованная статсумма запишется в виде
{\displaystyle Z=\int \left[{\mathcal {D}}\phi \right]_{\Lambda }\exp \left[-\int d^{(d)}x\left({\frac {m^{2}}{2}}\phi ^{2}+{\frac {1}{2}}(\partial _{\mu }\phi )^{2}+{\frac {\lambda }{4!}}\phi ^{4}\right)\right].}
Переменные интегрирования возможно разделить на две группы ({\displaystyle 0<b<1}):
{\displaystyle {\hat {\phi }}(p)={\begin{cases}\phi (p),&b\Lambda \leqslant |p|<\Lambda ,\\0,&|p|<b\Lambda .\end{cases}}}
{\displaystyle \phi (p)={\begin{cases}0,&b\Lambda \leqslant |p|<\Lambda ,\\\phi (p),&|p|<b\Lambda .\end{cases}}}
Затем они подставляются в выражение для регуляризованной статсуммы:
{\displaystyle Z=\int \left[{\mathcal {D}}\phi \right]_{b\Lambda }\int {\mathcal {D}}{\hat {\phi }}\exp \left[-\int d^{(d)}x\left({\frac {m^{2}}{2}}(\phi +{\hat {\phi }})^{2}+{\frac {1}{2}}(\partial _{\mu }\phi +\partial _{\mu }{\hat {\phi }})^{2}+{\frac {\lambda }{4!}}(\phi +{\hat {\phi }})^{4}\right)\right].}
При раскрытии скобок и перегруппировке слагаемых вклады от {\displaystyle \phi {\hat {\phi }}} исчезают вследствие свойств преобразований Фурье (прежде, чем брать интеграл действия, стоит перейти в импульсное пространство) и определения функций {\displaystyle \phi } и {\displaystyle {\hat {\phi }}} в импульсном виде.
{\displaystyle Z=\int \left[{\mathcal {D}}\phi \right]_{b\Lambda }e^{-\int d^{(d)}x{\mathcal {L}}(\phi )}\int {\mathcal {D}}{\hat {\phi }}\exp \left[-\int d^{(d)}x\left({\frac {m^{2}}{2}}{\hat {\phi }}^{2}+{\frac {1}{2}}(\partial _{\mu }{\hat {\phi }})^{2}+\lambda ({\frac {1}{6}}\phi ^{3}{\hat {\phi }}+{\frac {1}{4}}\phi ^{2}{\hat {\phi }}^{2}+{\frac {1}{6}}\phi {\hat {\phi }}^{3}+{\frac {1}{4!}}{\hat {\phi }}^{4})\right)\right].}
Здесь лагранжиан {\displaystyle {\mathcal {L}}(\phi )} имеет тот же вид, что и начальный лагранжиан. Интегрирование по полю {\displaystyle {\hat {\phi }}} даёт:
{\displaystyle Z=\int \left[{\mathcal {D}}\phi \right]_{b\Lambda }\exp {\left[-\int d^{(d)}x{\mathcal {L}}_{\text{eff}}(\phi )\right]},}
где {\displaystyle {\mathcal {L}}_{\text{eff}}(\phi )} отличается от {\displaystyle {\mathcal {L}}(\phi )} на поправки, пропорциональные степеням {\displaystyle \lambda ,\phi } и их производных. Поправки могут быть представлены в диаграммной форме. Получившееся эффективное действие {\displaystyle \int d^{(d)}x{\mathcal {L}}_{\text{eff}}(\phi )} исследуется методом ренормгруппы. Для этого изменяется масштаб расстояний и импульсов по правилу {\displaystyle x'=bx,\ p'=p/b,\ |p|<\Lambda }.
{\displaystyle \int d^{(d)}x{\mathcal {L}}_{\text{eff}}(\phi )=\int d^{(d)}x'b^{-d}\left[{\frac {1}{2}}(1+\Delta Z)b^{2}(\partial '_{\mu }\phi )^{2}+{\frac {1}{2}}(m^{2}+\Delta m^{2})\phi ^{2}+{\frac {1}{4!}}(\lambda +\Delta \lambda )\phi ^{4}+\Delta Bb^{4}(\partial '_{\mu }\phi )^{4}+\Delta C\phi ^{6}+\ldots \right].}
При следующих заменах действие принимает изначальный вид:
{\displaystyle \phi '=[b^{(2-d)}(1+\Delta Z)]^{1/2}\cdot \phi ,}
{\displaystyle m'^{2}=(1+\Delta Z)^{-1}(m^{2}+\Delta m^{2})b^{-2},}
{\displaystyle \lambda '=(1+\Delta Z)^{-2}(\lambda +\Delta \lambda )b^{d-4},}
{\displaystyle B'=(1+\Delta Z)^{-2}(B+\Delta B)b^{d},}
{\displaystyle C'=(1+\Delta Z)^{-3}(C+\Delta C)b^{2d-6}.}
Следовательно
{\displaystyle \int d^{(d)}x{\mathcal {L}}_{\text{eff}}(\phi )=\int d^{(d)}x'\left[{\frac {1}{2}}(\partial '_{\mu }\phi ')^{2}+{\frac {1}{2}}m'^{2}\phi '^{2}+{\frac {1}{4!}}\lambda '\phi ^{4}+\Delta B(\partial '_{\mu }\phi ')^{4}+\Delta C'\phi '^{6}+\ldots \right].}
Таким образом зависимость от размерности была перенесена на параметры модели. В малой окрестности неподвижной точки можно пренебречь приращениями параметров {\displaystyle \Delta m^{2},\Delta Z,\Delta \lambda }. В статистической физике это соответствует рассмотрению динамики системы вблизи критической точки.
{\displaystyle m'^{2}=m^{2}b^{-2},\ \lambda '=\lambda b^{d-4},\ B'=Bb^{d},\ C'=Cb^{2d-6}.}
Так как {\displaystyle b<1}, то параметры, которые умножаются на отрицательные степени {\displaystyle b}, растут, и наоборот.
- Параметры модели, которые повышаются при описанной процедуре, называются существенными.
- Параметры модели, которые понижаются при описанной процедуре, называются несущественными.
- Параметры модели, которые не изменяются при описанной процедуре, называются маргинальными.

Последние два параметра являются несущественными, и теория {\displaystyle \phi ^{4}} при {\displaystyle d=4} является перенормируемой. Эта картина справедлива до тех пор, пока массовый оператор не становится преобладающим.

## Ренормализационная группа вфизике твердого тела
В физике твёрдого тела ренормализационная группа используется для построения математических моделей фазовых переходов.
Разложим в ряд Тейлора приращение энергии в зависимости от локальной намагниченности {\displaystyle \Delta E=a{\bar {m^{2}}}+b{\bar {m^{4}}}}. В критической области коэффициент {\displaystyle b} играет важную роль, поскольку {\displaystyle a} стремится к нулю. Локальная намагниченность раскладывается в ряд Фурье как сумма бесконечного числа синусоидальных волн с различными волновыми векторами и частотами. Кванты волн намагниченности называются флуктуонами. Подобно квантам световых волн фотонам, флуктуоны обладают энергией {\displaystyle \omega } и импульсом {\displaystyle \hbar {\bar {k}}}. Флуктуоны в ферромагнетике взаимодействуют, рассеиваясь друг на друге. Процессы рассеяния флуктуонов удобно вычислять при помощи диаграмм Фейнмана. На этих диаграммах линиям соответствуют движущиеся частицы (флуктуоны), а точкам — их столкновения. Реальная сила взаимодействия флуктуаций называется эффективной константой связи {\displaystyle g}. Разрезаем диаграмму Фейнмана процессов рассеяния два в два на том месте, где проходят две промежуточные частицы. Рассмотрим справа все возможные блоки, изображающие процессы рассеяния два в два. После суммирования правую часть представляет сумма с бесконечным числом членов, которые представляют константу {\displaystyle g}. Рассмотрим слева все возможные блоки, изображающие процессы рассеяния два в два. После суммирования левую часть представляет сумма с бесконечным числом членов, которые представляют константу {\displaystyle g}. В результате вместо бесконечного набора слагаемых, каждое из которых зависит от константы связи {\displaystyle b}, приходим к одному члену, зависящему от константы {\displaystyle g}. Такая процедура замены одной константы связи на другую называется перенормировкой. Метод ренормализационной группы позволяет объяснить независимость вида критических асимптотик от материала и физической природы фазового перехода.

## Ренормализационная группа в статистической физике
Метод ренормгруппы является общепризнанным инструментом для изучения фазовых переходов второго рода и критических явлений.
К задачам статистической физики относятся задачи с бесконечным числом степеней свободы. К примеру: задачи теории критического поведения или стохастической динамики с зависящими от времени классическими случайными полями. Соответственно, система задаётся бесконечным семейством функций Грина. Точного решения таких задач, как правило, не существует. Поэтому приходится говорить об асимптотиках в областях. Техника РГ как раз будет показывать существование соответствующего скейлинга. И если он существует, то мы получим явные формулы для расчёта критических индексов через {\displaystyle \varepsilon }-разложение ({\displaystyle d=4-\varepsilon }). Критические индексы описывают аномалии различных термодинамических характеристик системы во флуктуационной области, то есть в окрестности точки фазового перехода.
То есть техника РГ — это метод расчёта асимптотики функции Грина в области больших (УФ) и малых (ИК) импульсов. Мы рассматриваем нетривиальную асимптотику: существуют члены ряда теории возмущений с особенностью по импульсам. Тем самым, в таких случаях нам недостаточно просуммировать кусок ряда. Необходимо суммировать весь ряд. Такие операции выполняются с помощью РГ-техники. В результате получим линейное дифференциальное уравнение в частных производных для функции Грина. Но, как сказано ранее, у нас есть две области. И полученное решение верно только в одной из них. Как нам найти эту область применимости? Рассмотрим {\displaystyle \beta }-функцию — коэффициент при производной {\displaystyle \partial _{g}} в РГ операторе. Она обычно имеет вид
{\displaystyle \beta (g)=\alpha g+\beta g^{2}+\gamma g^{3}+\delta g^{4}+\epsilon g^{5}+\phi g^{6}\ldots ,}
{\displaystyle \beta (g^{*})=0\quad \Rightarrow \quad g^{*}} — фиксированная точка.
Всегда существует тривиальное решение {\displaystyle g^{*}=0}. Тем самым в зависимости от поведения функции {\displaystyle \beta (g)} в окрестности {\displaystyle g^{*}=0} различаются УФ-притягивающая и ИК-притягивающая фиксированные точки.
Так же стоит упомянуть об универсальности и гипотезе подобия.
1. Системы принадлежат к одному классу, если для этих систем совпадают критические индексы и нормированные скейлинговые функции. К примеру системы «переход газ — жидкость» и «ферромагнетики» относятся к одному классу.
2. Гипотеза подобия состоит в том, что асимптотики интересующих нас термодинамических функций в окрестности критической точки обладают свойством однородности.

Рассмотрим схему РГ-анализа для любой модели.
Задача РГ-анализа состоит в том, чтобы обосновать критический скейлинг и рассчитать критические индексы. Интересны результаты, которые не зависят от произвола конечной ренормировки. Далее мы как раз рассмотрим схему расчёта.
1. Определение размерностей всех величин в функционале действия и отбрасывание ИК-несущественные по сравнению с главным взаимодействием.
2. Определение расходимостей диаграмм всех 1-неприводимых функций (при {\displaystyle d=d^{*}}) и структур необходимых контрчленов.
3. Получение уравнений РГ для ренормированных объектов и формул, выражающих РГ-функции через константы ренормировки {\displaystyle Z}.
4. Расчёт по диаграммам констант ренормировки {\displaystyle Z} в форме начальных отрезков рядов по заряду {\displaystyle g}.
5. Расчёт РГ-функций {\displaystyle \beta } и {\displaystyle \gamma } в форме начальных отрезков рядов по g по формулам, которые выражают их через {\displaystyle Z}. {\displaystyle \beta } — функции всех зарядов, {\displaystyle \gamma } — аномальные размерности.
6. Расчёт по {\displaystyle \beta }-функциям координат фиксированных точек {\displaystyle g^{*}} и соответствующих индексов {\displaystyle \omega } в форме начальных отрезков ε-разложения. Если среди точек {\displaystyle g^{*}} нет ИК-устойчивых, то критического скейлинга не будет. Если такие точки есть, то делаем следующий шаг.
7. Для каждой {\displaystyle g^{*}} вычисляются {\displaystyle \gamma (g^{*})} и соответствующие критические индексы. В сложных моделях удаётся вычислить 1—2 порядка {\displaystyle \varepsilon }-разложения индексов и понять общую картину поведения фазовых траекторий.
8. Вычисление начальных отрезков {\displaystyle \varepsilon }-разложения различных скейлинговых функций.
9. Анализ их особенностей вне рамок {\displaystyle \varepsilon }-разложения с помощью техники РГ и операторного разложения Вильсона.
10. Анализ ренормировки и вычисления критических размерностей различных систем составных операторов.